# Cath Maige Tuired

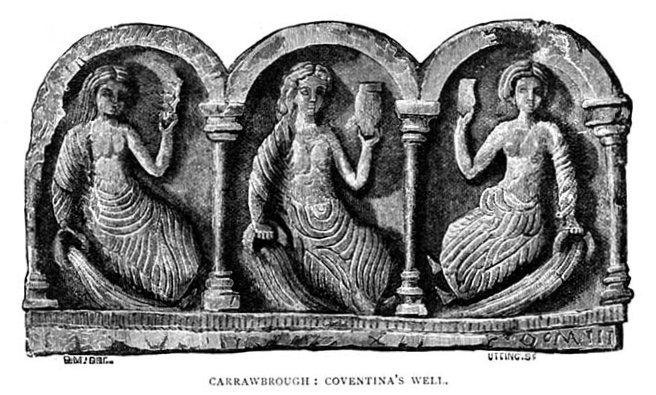
La batalla de los Dioses Irlandeses

Cath Maige Tuired (según la ortografía moderna Cath Maighe Tuireadh), cuyo significado es “la batalla de Magh Tuireadh”, es el nombre de dos sagas del Ciclo mitológico de la mitología irlandesa. Mag Tuired significa “llanura de los pilares” o “llanura de las torres”, y la forma anglicanizada es “Moytura” o “Moytirra”. Se refiere a dos lugares distintos, ambos en Connacht: el primero es el condado de Mayo, cerca de Cong, en la frontera con el condado de Galway; el segundo, el lago Arrow, en el condado de Sligo. Los dos textos narran batallas en las que combatieron los Tuatha Dé Danann, la primera contra los Fir Bolg, y la segunda contra los Fomoré.

## La primera batalla de Mag Tuired
El primer texto, a veces llamado Cét-chath Maige Tuired (“la primera batalla de Mag Tuired") o Cath Maighe Tuireadh Cunga ("la batalla de Mag Tuired en Cong") o Cath Maighe Tuireadh Theas ("la batalla de Mag Tuired del Sur"), narra cómo los Tuatha Dé Danann arrebataron Irlanda a los Fir Bolg, que en ese momento habitaban la isla. Comienza con la marcha de los hijos de Nemed, un grupo anterior de habitantes de Irlanda, a Grecia, para escapar de la opresión de los Fomoré. Un grupo de descendientes de Nemed, los Fir Bolg, vuelven a Irlanda y la conquistan, ocupándola durante treinta años, hasta la llegada de los Tuatha Dé Danann, que también son descendientes de Nemed.
Los Tuatha Dé Danann, guiados por su rey, Nuada, llegan a Irlanda en trescientos barcos desde las islas del norte. El rey de los Fir Bolg, Eochaid mac Eirc, prevé su llegada en un sueño. Cuando los Tuatha Dé Danann toman tierra, queman sus barcos. Comienzan negociaciones entre Sreng, el campeón de los Fir Bolg, y Bres de los Tuatha Dé, y Bres exige que los Fir Bolg o bien presenten batalla o bien les cedan la mitad de Irlanda. Los Fir Bolg deciden combatir. Tras una demora para preparar las armas, se encuentran en el paso de Balgatan, y la encarnizada batalla se prolonga durante cuatro días. Nuada se encuentra con Sreng, y con un golpe de su espada Sreng corta la mano derecha de Nuada. A pesar de todo, los Tuatha Dé predominan. Se convoca una tregua, y se da a los Fir Bolg tres opciones: dejar Irlanda, compartirla con los Tuatha Dé o continuar la batalla. Eligen luchar. Sreng reta a Nuada a combate singular. Nuada acepta con la condición de que Sreng se ate un brazo para que el combate sea justo, pero Sreng rechaza esta condición. Entonces los Tuatha Dé deciden ofrecer una de las cuatro provincias de Irlanda a los Fir Bolg. Sreng elige Connacht, y las dos partes hacen las paces.
Dian Cecht, el dios de los médicos, fabrica una mano artificial de plata para Nuada, y Nuada es nombrado Nuada Airgetlám (Nuada de la Mano de Plata). A pesar de esto, la diosa Brigid había dicho a los Tuatha Dé que nadie que tuviese una imperfección podía gobernarles, y, habiendo perdido Nuada una mano, los Tuatha Dé tenían que elegir otro rey. Eligieron a Bres, hijo de Elatha, rey de los Fomoré o los hijos de Domnu. Siete años más tarde Bres es despuesto por sus opresiones a los Thuatha Dé, y Nuada, repuesto su brazo, es restituido como rey.

## La segunda batalla de Mag Tuired
El segundo texto, conocido también como Cath Dédenach Maige Tuired (“la última batalla de Mag Tuired), Cath Tánaiste Maige Tuired ("la segunda batalla de Mag Tuired") y Cath Maighe Tuireadh Thúaidh ("la batalla Mag Tuired del Norte"), narra cómo los Tuatha Dé Danann, tras haber conquistado Irlanda, caen bajo la opresión de los Fomoré y combaten para liberarse de dicha opresión. Amplía las referencias a la batalla del Lebor Gabála Érenn  y de los Anales irlandeses, y es una de las fuentes más ricas sobre los cuentos de los antiguos dioses irlandeses. Se conserva en un manuscrito del siglo XVI, pero se cree que se trata de un trabajo compuesto compilado en el siglo XII a partir de material del siglo IX.
Comienza con una breve descripción de la primera batalla, la pérdida del brazo de Nuada y cómo Bres le sustituye como rey. Entonces cuenta cómo Bres fue concebido de la unión entre Ériu de los Tuatha Dé y Elatha de los Fomoré. A causa de esta ascendencia, Bres oprime a los Thuatha Dé, haciendo que los más nobles de ellos realicen labores de baja categoría, imponiendo altos tributos y no mostrando el nivel de hospitalidad esperado en un rey. Es despuesto, y Nuada es restituido como rey, ya que su brazo había sido reemplazado por uno de plata por el médico Dian Cecht y el hijo de este, Miach, había hecho que la carne creciera sobre él. Bres solicita la asistencia de los Fomoré para recuperar el reino, y aunque su padre, Elatha, se niega, otro líder fomoré, Balar del Ojo Malvado, accede a ayudarle y levanta un gran ejército. Mientras tanto, Lugh, también producto de una unión entre Tuatha Dé y Fomoré, llega a la corte de Nuada y, tras impresionar al rey con sus muchos talentos, obtiene el mando de los Tuatha Dé. Nuada es matado por Balar en la batalla, pero Lugh, nieto de Balar, mata al líder fomoré con su honda, golpeando su ojo mortífero, que atraviesa su cráneo hasta la parte posterior de la cabeza, causando estragos en las filas de los Fomoré. Bres es encontrado con vida tras la batalla, y se le perdona con la condición de que enseñe a los Tuatha Dé a arar, sembrar y cosechar. Finalmente, Lugh, Dagda y Ogma rescatan el arpa de Dagda, Uaithne, que había sido robada por los Fomoré durante su retirada.
Tethra era el dios de la muerte para los antiguos irlandeses. En la mitología irlandesa era el dios de la oscuridad primigenia y gobernó Mag Mell después de morir en la segunda batalla de Cath Maige Tuired.